# 天文家
天文家（てんもんか）とは、趣味・実業を問う事なく天体観測を行い、その技術および成果を身に収める者を言う。その範囲は非常に広く、時に天体観望を行う者もその範囲に含まれる。
天文分野の研究はその入り口が天体観望および天体観測という非常にハードルの低い行動から始まり、新発見もまた最終的に同様の行動から行われるため、その発展は専門的な学識を持つ天文学者だけでなく、それ以外による市井のアマチュアによって寄与される場合も非常に多い。

## 天文家の種別
ここでは、その種別を「天文を生業とする実業的天文家」としてプロ天文家と「それ以外の（別に本業を持つ趣味者としての）天文家」としてアマチュア天文家の二種に分類する。
また、なんらかのきっかけ（観測中における偶発的な新天体の発見など）によって「アマチュア天文家」から「プロ天文家」に転進する者も数多く、また実業業務の引退などのためにその逆となるケースもありうる。

### プロ天文家
- 天文学者
- 企業人員および国家団体公務者としての天体観測者
- 天文台等の天体観測施設の管理者
- 天体を主テーマとしている実業写真家

### アマチュア天文家
- 天体観望者

特定の天体を観測するわけではなく、ただ星空を見上げ、その様子を楽しむ者。広範囲の観望を目的とするため、観望器具は肉眼のみの場合が多い。
- 一般天体観測者

通常の趣味として天体観測を行う者。双眼鏡や望遠鏡を利用する者もあり。
- 天文ファン

通常の観測者より高価な機材を用い、天文雑誌などによって情報を収集。一般天体観測者より高度な知識と赤道儀やパソコンによる追尾機などの専門的な観測器具を持ち、それに基づいて継続的・散発的に観測・記録を行う者。
- コメットハンター、小惑星探索者、新星探索者

新発見となる天体の探索を専門とする天体観測者。前述「実業天文家」と兼務する者も多い。
コメットハンターは彗星を、その他の探索者はそれぞれの担当天体において新天体を探す。

## シューメーカー・レヴィ第9彗星の影響
古来より天体観測者の間では、新天体の発見、特に彗星の発見は大きな目標の一つとされ、日本でも1965年の池谷・関彗星の発見に刺激され天体観測を志したものが多く、1960年代から1990年代半ばまでは日本人アマチュア天文家が多大な貢献をなしていた。
しかし、1994年になって大きな変動が起こる。1994年7月のシューメーカー・レヴィ第9彗星の木星衝突により、地球への天体衝突の可能性が現実問題として語られるようになった。この問題への対処のため、天文台等の科学学術機関による積極的な観測が開始され、自動観測技術の向上、衛星からの写真分析などもあいまって、1990年代後半以降は個人による彗星・小惑星の発見は難しいものとなった。
これにより、天体の第一発見者となることを目標とするアマチュア天文家は、観測対象を変更する者が相次いだ。2000年以降に板垣公一をはじめとした日本人による新星・超新星の発見が激増しているのは、この影響である。それにより科学的にも重要な発見がなされている。